# Saint Paul Island (Nova Scotia)
Saint Paul Island, offizielle Schreibweise: St. Paul Island, ist eine kleine unbewohnte kanadische Insel, die sich etwa 24 Kilometer nordöstlich von Cape North (auf der Kap-Breton-Insel) und 71 Kilometer südwestlich von Cape Ray (auf der Insel Neufundland) befindet. Dies ist in etwa das Gebiet, in dem der Sankt-Lorenz-Golf an die Cabotstraße angrenzt. Administrativ gehört die Sankt-Paul-Insel zur kanadischen Provinz Nova Scotia und bildet dabei zugleich auch das nördlichste Territorium dieser Provinz.

## Geologie
Die Insel liegt auf der Fortsetzung der Appalachen und des Kap-Breton-Hochlandes. Die höchste Erhebung auf der Sankt-Paul-Insel bildet mit 147 Metern der Gipfel des Croggan Mountain. Die Sankt-Paul-Insel besteht aus Granit und ihre stark zerklüftete Küste wird durchwegs von felsigen Klippen gesäumt. Ein schmaler, mit Seewasser gefüllter Kanal trennt den nördlichsten Teil der Insel von der Hauptinsel ab.

## Fauna
Größere Landtiere gibt es nicht auf der Insel, allerdings wird sie von zahlreichen Seevögeln bevölkert. Ihr Ökosystem gilt als sehr sensibel und wegen der mit einem Inselbesuch verbundenen Gefährdungen, muss jedes Betreten der Insel vorab mit der kanadischen Küstenwache abgestimmt werden, in deren Eigentum sich die Insel befindet.

## Geschichte
Die Insel wird auch als der Friedhof des Golf bezeichnet (gemeint ist hier der Sankt-Lorenz-Golf), weil sie während der schiffbaren Jahreszeit meist nebelverhangen ist und deshalb während des Segelzeitalters eine bedeutende Gefahr darstellte. Sehr wahrscheinlich wurde die Insel auch bereits von den Mi'kmaq-Indianern besucht, abgesehen von mündlichen Überlieferungen existieren dafür jedoch keine nachprüfbaren Belege. Soweit bekannt, wurde die Insel 1497 erstmals durch den in englischen Diensten stehenden Italiener John Cabot entdeckt.

## Gegenwart
Seitdem das Leuchtfeuer der Insel nunmehr mit Hilfe der Nutzung von Solarenergie automatisiert wurde, wird sie nur noch relativ selten besucht. Lediglich die Hubschrauber der kanadischen Küstenwache landen nach wie vor regelmäßig zu Wartungszwecken auf ihr. Auf der Insel befand sich früher eine Marconi-Funkstation und gelegentlich melden sich auch immer noch Funkamateure mit dem für die Sankt-Paul-Insel gültigen Rufzeichen-Präfix CY9. Weitere Besucher der Insel sind Vogelbeobachter und Sporttaucher.